# Heinrichsreit
Heinrichsreit ist ein Dorf und Ortsteil der Stadt Grafenau im Landkreis Freyung-Grafenau, Bayern.
Es liegt gut fünf Kilometer südlich von Grafenau und knapp zwei Kilometer nordöstlich von Haus im Wald auf dem sanften, südlichen Uferhang des Heinrichsreuther Grabens.

## Geschichte
Heinrichsreit wird bereits im Urbar- und Kopialbuch des Prämonstratenserstiftes Osterhofen von 1440 erwähnt. Die mit dem bayerischen Gemeindeedikt von 1818 errichtete selbständige Landgemeinde Heinrichsreit umfasste am 1. Oktober 1964 eine Fläche von 516 Hektar und die fünf Orte Heinrichsreit, Bibereck, Hörmannsberg, Rentpoldenreuth und Scharrmühle. Am 1. April 1971 wurde sie nach Haus i.Wald eingegliedert. Am 1. Januar 1978 kam der größte Teil der Gemeinde Haus i.Wald zu Grafenau und mit ihm die Orte Heinrichsreit und Hörmannsberg. Die Orte Bibereck, Rentenpoldenreuth und Scharrmühle kamen zur Gemeinde Perlesreut. Am 25. Mai 1987 hatte das Dorf Heinrichsreit 14 Wohnungen in 12 Gebäuden mit Wohnraum und 48 Einwohner.